# Radoslav Augustín
Radoslav Augustín (* 5. ledna 1987, Bratislava) je slovenský záložník, který hostuje v FC Nitra z klubu ŠK Slovan Bratislava.

## Fotbalová kariéra
Svoji fotbalovou kariéru začal v ŠK Slovan Bratislava, odkud v roce 2005 zamířil do Union Royale Namur. Po půl roce se vrátil na Slovensko, konkrétně do Interu Bratislava. Následně zamířil na hostování do Sence, odkud v roce 2009 přestoupil do Bohemians Praha 1905. Po následném angažmá v Petržalce se vrátil v létě 2011 do Slovanu. V týmu ale zatím na svoji šanci čeká. V roce 2012 hostoval v Banské Bystrici, v jarní části sezony 2011–2012 byl na hostování v Tatranu Prešov, následně hostoval na podzim 2013 v Senci a pro jarní část sezony 2013/14 odešel na hostování do FC Nitra.